# Serie A 2021-2022 (rugby a 15)
La Serie A 2021-2022 fu l'87º campionato nazionale italiano di rugby a 15 di seconda divisione. 
È iniziato il 17 ottobre 2021 e si è concluso il 5 giugno 2022 con la vittoria del CUS Torino. Hanno partecipato 28 squadre ripartite in prima fase su 3 gironi geografici; le prime squadre di ciascun girone hanno disputato i play-off per la promozione in TOP10. Quest'anno, a differenza dei precedenti, non vi sono state retrocessioni in serie B.

## Squadre partecipanti

### Girone 1
| Club             | Sponsor   | Città            | Impianto interno                    |
| ---------------- | --------- | ---------------- | ----------------------------------- |
| Amatori Alghero  |           | Alghero          | Campo da rugby zona Maria Pia       |
| Biella           |           | Biella           | Cittadella del Rugby                |
| CUS Genova       |           | Genova           | Stadio Giacomo Carlini              |
| CUS Torino       | Itinera   | Torino           | C.S. Angelo Albonico                |
| I Centurioni     | Promotica | Lumezzane        | Maw Stadium                         |
| Rugby Milano     |           | Milano           | C.S. G. B. Curioni                  |
| Parabiago        |           | Parabiago        | C.S. Venegoni-Marazzini             |
| Pro Recco        | Tossini   | Recco            | Campo Carlo Androne                 |
| VII Rugby Torino | TKGroup   | Settimo Torinese | Campo comunale in via Cascina Nuova |

### Girone 2
| Club         | Sponsor         | Città                 | Impianto interno                 |
| ------------ | --------------- | --------------------- | -------------------------------- |
| Badia        | Emporio Borsari | Badia Polesine        | Nuovi impianti sportivi comunali |
| Casale       | Dopla           | Casale sul Sile       | Stadio Eugenio                   |
| Paese        |                 | Paese                 | Stadio Gianni Visentin           |
| Petrarca A   |                 | Padova                | C.S. Memo Geremia                |
| Tarvisium    | Botter          | Treviso               | Campo San Paolo                  |
| Udine        |                 | Udine                 | Rugby Stadium Otello Gerli       |
| Valpolicella | Santamargherita | San Pietro in Cariano | Campo comunale in via Tofane     |
| Valsugana    |                 | Padova                | Impianti sportivi di Altichiero  |
| Verona       | Payanini        | Verona                | Payanini Center                  |
| Vicenza      | Rangers         | Vicenza               | Rugby Arena                      |

### Girone 3
| Club            | Sponsor         | Città         | Impianto interno                   |
| --------------- | --------------- | ------------- | ---------------------------------- |
| Amatori Catania |                 | Catania       | Stadio del Rugby Benito Paolone    |
| Capitolina      |                 | Roma          | Campo dell'Unione                  |
| Cavalieri Union | Estra           | Prato         | Stadio Enrico Chersoni             |
| Civitavecchia   |                 | Civitavecchia | Campo Moretti-Della Marta          |
| CUS Perugia     | Barton          | Perugia       | Campo da rugby di Pian di Massiano |
| Napoli Afragola |                 | Napoli        | Stadio ex NATO                     |
| Noceto          |                 | Noceto        | Stadio Nando Capra                 |
| Pesaro          | Fiorini         | Pesaro        | Campo da rugby Toti-Patrignani     |
| Romagna         | Podere La Berta | Ravenna       | Stadio del Rugby (Cesena)          |

## Formula
Il campionato si svolge in una fase a gironi e una a play-off:
- Fase a gironi. Le 28 squadre sono ripartite in 3 gironi secondo criteri di prossimità geografica. In tale fase le squadre si incontrarono, in ogni girone, con la formula all'italiana in partita di andata e ritorno. Al termine di tale fase, le tre squadre prime classificate di ogni girone accedono ai playoff.
- Play-off. Le tre squadre prime classificate si incontrano in gara di sola andata in un mini-girone. La prima classificata tra le tre accede alla stagione 2022-23 del TOP10.

## Prima fase

### Girone 1
| 17-10-2021 | 1ª/10ª giornata           | 10-4-2022 |
| ---------- | ------------------------- | --------- |
| 45-12      | I Centurioni — CUS Genova | 28-24     |
| 36-17      | CUS Torino — VIIº Torino  | 57-15     |
| 33-3       | Milano — Recco            | 40-5      |
| 33-12      | Parabiago — Alghero       | 29-17     |
| Rip.       | Biella                    |           |
|            |                           |           |
| 7-11-2021  | 4ª/13ª giornata           | 20-3-2022 |
| 28-24      | Milano — Parabiago        | 23-26     |
| 5-34       | Alghero — Cus Torino      | 0-55      |
| 15-17      | VIIº Torino — CUS Genova  | 19-17     |
| 7-34       | Recco — Biella            | 6-49      |
| Rip.       | I Centurioni              |           |
|            |                           |           |
| 12-12-2021 | 7ª/16ª giornata           | 24-4-2022 |
| 8-49       | CUS Genova — CUS Torino   | 20-49     |
| 33-24      | Biella — Milano           | 33-16     |
| 27-30      | I Centurioni — Alghero    | 15-26     |
| 42-7       | VIIº Torino — Recco       | 59-0      |
| Rip.       | Parabiago                 |           |

| 24-10-2021 | 2ª/11ª giornata            | 20-2-2022 |
| ---------- | -------------------------- | --------- |
| 12-38      | Alghero — Milano           | 17-34     |
| 31-31      | VIIº Torino — Parabiago    | 9-31      |
| 16-18      | I Centurioni — CUS Torino  | 0-24      |
| 45-12      | Biella — CUS Genova        | 52-32     |
| Rip.       | Recco                      |           |
|            |                            |           |
| 21-11-2021 | 5ª/14ª giornata            | 27-3-2022 |
| 16-13      | I Centurioni — VIIº Torino | 17-15     |
| 36-8       | Biella — Alghero           | 23-21     |
| 17-18      | CUS Genova — Parabiago     | 18-34     |
| 60-7       | CUS Torino — Recco         | 80-3      |
| Rip.       | Milano                     |           |
|            |                            |           |
| 27-2-2022  | 8ª/17ª giornata            | 1-5-2022  |
| 21-15      | CUS Torino — Biella        | 29-7      |
| 36-25      | Parabiago — I Centurioni   | 28-31     |
| 27-15      | Milano — VIIº Torino       | 21-28     |
| 44-5       | Alghero — Recco            | 19-8      |
| Rip.       | CUS Genova                 |           |

| 31-10-2021 | 3ª/12ª giornata        | 6-3-2022 |
| ---------- | ---------------------- | -------- |
| 17-12      | Biella — I Centurioni  | 29-17    |
| 18-22      | CUS Genova — Alghero   | 10-43    |
| 44-14      | CUS Torino — Milano    | 25-21    |
| 34-0       | Parabiago — Recco      | 54-7     |
| Rip.       | VIIº Torino            |          |
|            |                        |          |
| 5-12-2021  | 6ª/15ª giornata        | 3-4-2022 |
| 12-46      | Parabiago — CUS Torino | 12-41    |
| 49-17      | Milano — CUS Genova    | 15-29    |
| 8-49       | Recco — I Centurioni   | 10-78    |
| 35-18      | Biella — VIIº Torino   | 62-12    |
| Rip.       | Alghero                |          |
|            |                        |          |
| 13-3-2022  | 9ª/18ª giornata        | 8-5-2022 |
| N.D.       | VIIº Torino — Alghero  | 15-26    |
| 37-33      | I Centurioni — Milano  | 10-27    |
| 39-35      | Biella — Parabiago     | 20-43    |
| 17-43      | Recco — CUS Genova     | 3-56     |
| Rip.       | CUS Torino             |          |

#### Classifica
|  |    | Squadra          | G  | V  | N | P  | PF  | PS  | P±   | B  | Pt |
|  | -- | ---------------- | -- | -- | - | -- | --- | --- | ---- | -- | -- |
|  | 1. | CUS Torino       | 16 | 16 | 0 | 0  | 668 | 172 | 496  | 13 | 77 |
|  | 2. | Biella           | 16 | 13 | 0 | 3  | 529 | 313 | 216  | 12 | 64 |
|  | 3. | Parabiago        | 16 | 10 | 1 | 5  | 480 | 365 | 115  | 14 | 56 |
|  | 4. | Rugby Milano     | 16 | 9  | 0 | 7  | 457 | 344 | 113  | 12 | 48 |
|  | 5. | I Centurioni     | 16 | 9  | 0 | 7  | 434 | 339 | 95   | 10 | 46 |
|  | 6. | Amatori Alghero  | 15 | 6  | 0 | 9  | 292 | 391 | −99  | 5  | 29 |
|  | 7. | VII Rugby Torino | 15 | 4  | 1 | 10 | 323 | 400 | −77  | 6  | 24 |
|  | 8. | CUS Genova       | 16 | 3  | 0 | 13 | 336 | 517 | −181 | 7  | 19 |
|  | 9. | Pro Recco        | 16 | 0  | 0 | 16 | 96  | 774 | −678 | 0  | 0  |

### Girone 2
| 17-10-2021 | 1ª/10ª giornata          | 10-4-2022 |
| ---------- | ------------------------ | --------- |
| 0-20       | Petrarca A — Verona      | 13-41     |
| 32-28      | Casale — Tarvisium       | 13-24     |
| 50-5       | Vicenza — Udine          | –         |
| 24-12      | Valsugana — Badia        | 35-0      |
| 16-16      | Paese — Valpolicella     | 47-27     |
|            |                          |           |
| 7-11-2021  | 4ª/13ª giornata          | 20-3-2022 |
| 15-26      | Petrarca A — Paese       | 18-14     |
| 0-61       | Udine — Casale           | –         |
| 39-38      | Tarvisium — Vicenza      | 10-27     |
| 13-39      | Valpolicella — Valsugana | 12-43     |
| 23-21      | Badia — Verona           | 27-44     |
|            |                          |           |
| 12-12-2021 | 7ª/16ª giornata          | 24-4-2022 |
| 28-26      | Badia — Petrarca A       | 21-27     |
| 15-16      | Casale — Paese           | 0-20      |
| 32-17      | Vicenza — Valsugana      | 29-41     |
| 41-19      | Tarvisium — Valpolicella | 22-27     |
| 87-0       | Verona — Udine           | –         |

| 24-10-2021 | 2ª/11ª giornata           | 20-2-2022 |
| ---------- | ------------------------- | --------- |
| 0-20       | Valpolicella — Petrarca A | 3-5       |
| 35-22      | Verona — Casale           | 34-17     |
| 13-39      | Badia — Vicenza           | 20-47     |
| 0-29       | Udine — Valsugana         | –         |
| 17-30      | Tarvisium — Paese         | 24-33     |
|            |                           |           |
| 21-11-2021 | 5ª/14ª giornata           | 27-3-2022 |
| 23-20      | Casale — Petrarca A       | 12-22     |
| 34-7       | Vicenza — Valpolicella    | 20-0      |
| 21-5       | Verona — Tarvisium        | 22-21     |
| 46-3       | Badia — Udine             | –         |
| 22-26      | Paese — Valsugana         | 13-38     |
|            |                           |           |
| 27-2-2022  | 8ª/17ª giornata           | 1-5-2022  |
| 40-27      | Petrarca A — Tarvisium    | 31-28     |
| 13-15      | Casale — Badia            | 6-22      |
| 17-26      | Paese — Vicenza           | 6-48      |
| 29-21      | Valsugana — Verona        | 33-35     |
| –          | Udine — Valpolicella      | –         |

| 31-10-2021 | 3ª/12ª giornata        | 6-3-2022 |
| ---------- | ---------------------- | -------- |
| 31-5       | Valsugana — Petrarca A | 29-17    |
| 3-5        | Casale — Valpolicella  | 20-25    |
| 31-14      | Vicenza — Verona       | 37-26    |
| 13-19      | Badia — Tarvisium      | 38-31    |
| 45-11      | Paese — Udine          | –        |
|            |                        |          |
| 5-12-2021  | 6ª/15ª giornata        | 3-4-2022 |
| 21-22      | Petrarca A — Vicenza   | 24-34    |
| 29-5       | Valsugana — Casale     | 28-17    |
| 3-35       | Udine — Tarvisium      | –        |
| 20-13      | Paese — Verona         | 13-28    |
| 13-14      | Valpolicella — Badia   | 17-31    |
|            |                        |          |
| 13-3-2022  | 9ª/18ª giornata        | 8-5-2022 |
| 31-17      | Vicenza — Casale       | 35-20    |
| 20-38      | Tarvisium — Valsugana  | 14-49    |
| 19-16      | Badia — Paese          | 0-20     |
| 24-30      | Verona — Valpolicella  | 27-0     |
| –          | Petrarca A — Udine     | –        |

#### Classifica
|  |     | Squadra      | G  | V  | N | P  | PF  | PS  | P±   | B  | Pen | Pt |
|  | --- | ------------ | -- | -- | - | -- | --- | --- | ---- | -- | --- | -- |
|  | 1.  | Valsugana    | 16 | 14 | 0 | 2  | 529 | 267 | 262  | 16 | 0   | 72 |
|  | 2.  | Vicenza      | 16 | 14 | 0 | 2  | 530 | 292 | 238  | 15 | 0   | 71 |
|  | 3.  | Verona       | 16 | 10 | 0 | 6  | 426 | 321 | 105  | 10 | 0   | 50 |
|  | 4.  | Paese        | 16 | 8  | 1 | 7  | 329 | 330 | −1   | 8  | 0   | 42 |
|  | 5.  | Badia        | 16 | 8  | 0 | 8  | 296 | 398 | −102 | 5  | 0   | 37 |
|  | 6.  | Petrarca A   | 16 | 7  | 0 | 9  | 304 | 359 | −55  | 8  | 0   | 36 |
|  | 7.  | Tarvisium    | 16 | 4  | 0 | 12 | 370 | 471 | −101 | 11 | 0   | 27 |
|  | 8.  | Valpolicella | 16 | 4  | 1 | 11 | 214 | 406 | −192 | 5  | 4   | 19 |
|  | 9.  | Casale       | 16 | 2  | 0 | 14 | 235 | 389 | −154 | 5  | 0   | 13 |
|  | 10. | Udine        | 0  | 0  | 0 | 0  | 0   | 0   | 0    | 0  | 0   | 0  |

### Girone 3
| 17-10-2021 | 1ª/10ª giornata                   | 10-4-2022 |
| ---------- | --------------------------------- | --------- |
| 14-29      | Civitavecchia — Pesaro            | 0-20      |
| 22-14      | Romagna — Napoli Afragola         | 29-14     |
| 27-34      | Cavalieri Union — Perugia         | 22-16     |
| 30-5       | Capitolina — Noceto               | 36-10     |
| Rip.       | Amatori Catania                   |           |
|            |                                   |           |
| 7-11-2021  | 4ª/13ª giornata                   | 20-3-2022 |
| 22-17      | Perugia — Noceto                  | 13-35     |
| 13-26      | Napoli Afragola — Amatori Catania | 28-34     |
| 24-29      | Pesaro — Capitolina               | 18-43     |
| 0-38       | Civitavecchia — Cavalieri Union   | 0-20      |
| Rip.       | Romagna                           |           |
|            |                                   |           |
| 12-12-2021 | 7ª/16ª giornata                   | 24-4-2022 |
| 3-3        | Capitolina — Cavalieri Union      | 9-8       |
| 28-26      | Amatori Catania — Romagna         | 3-27      |
| 20-0       | Noceto — Civitavecchia            | 0-20      |
| 33-22      | Perugia — Pesaro                  | 14-19     |
| Rip.       | Napoli Afragola                   |           |

| 24-10-2021 | 2ª/11ª giornata                   | 20-2-2022 |
| ---------- | --------------------------------- | --------- |
| 32-20      | Noceto — Amatori Catania          | 47-22     |
| 9-13       | Perugia — Capitolina              | 3-23      |
| 0-59       | Napoli Afragola — Cavalieri Union | 3-30      |
| 24-25      | Pesaro — Romagna                  | 34-18     |
| Rip.       | Civitavecchia                     |           |
|            |                                   |           |
| 21-11-2021 | 5ª/14ª giornata                   | 27-3-2022 |
| 45-15      | Cavalieri Union — Romagna         | 39-28     |
| 24-19      | Capitolina — Civitavecchia        | 61-7      |
| 30-22      | Amatori Catania — Pesaro          | 0-20      |
| 20-0       | Noceto — Napoli Afragola          | 41-12     |
| Rip.       | Perugia                           |           |
|            |                                   |           |
| 27-2-2022  | 8ª/17ª giornata                   | 1-5-2022  |
| 34-7       | Pesaro — Napoli Afragola          | 37-13     |
| 16-19      | Civitavecchia — Perugia           | 0-20      |
| 20-19      | Romagna — Noceto                  | 10-43     |
| 20-0       | Cavalieri Union — Amatori Catania | 41-26     |
| Rip.       | Capitolina                        |           |

| 31-10-2021 | 3ª/12ª giornata                 | 6-3-2022 |
| ---------- | ------------------------------- | -------- |
| 57-0       | Romagna — Civitavecchia         | 18-24    |
| 23-14      | Cavalieri Union — Pesaro        | 30-18    |
| 43-3       | Capitolina — Napoli Afragola    | 48-12    |
| 16-20      | Amatori Catania — Perugia       | 0-20     |
| Rip.       | Noceto                          |          |
|            |                                 |          |
| 5-12-2021  | 6ª/15ª giornata                 | 3-4-2022 |
| 31-27      | Napoli Afragola — Perugia       | 5-33     |
| 34-12      | Noceto — Pesaro                 | 20-22    |
| 20-17      | Civitavecchia — Amatori Catania | 0-20     |
| 20-13      | Romagna — Capitolina            | 23-27    |
| Rip.       | Cavalieri Union                 |          |
|            |                                 |          |
| 13-3-2022  | 9ª/18ª giornata                 | 8-5-2022 |
| 25-56      | Amatori Catania — Capitolina    | 7-59     |
| 13-7       | Noceto — Cavalieri Union        | 12-31    |
| 20-0       | Perugia — Romagna               | 36-29    |
| 43-20      | Napoli Afragola — Civitavecchia | 10-28    |
| Rip.       | Pesaro                          |          |

#### Classifica
|  |    | Squadra         | G  | V  | N | P  | PF  | PS  | P±   | B  | Pen | Pt |
|  | -- | --------------- | -- | -- | - | -- | --- | --- | ---- | -- | --- | -- |
|  | 1. | Capitolina      | 16 | 15 | 1 | 0  | 536 | 187 | 349  | 13 | 0   | 75 |
|  | 2. | Cavalieri Union | 16 | 12 | 1 | 3  | 443 | 191 | 252  | 12 | 0   | 62 |
|  | 3. | CUS Perugia     | 16 | 10 | 0 | 6  | 339 | 275 | 64   | 12 | 0   | 52 |
|  | 4. | Noceto          | 16 | 9  | 0 | 7  | 368 | 277 | 91   | 11 | 0   | 47 |
|  | 5. | Pesaro          | 16 | 8  | 0 | 8  | 369 | 333 | 36   | 9  | 0   | 41 |
|  | 6. | Romagna         | 16 | 6  | 0 | 10 | 358 | 402 | −44  | 9  | 0   | 33 |
|  | 7. | Amatori Catania | 16 | 5  | 0 | 11 | 274 | 451 | −177 | 8  | 0   | 28 |
|  | 8. | Civitavecchia   | 16 | 4  | 0 | 12 | 168 | 416 | −248 | 4  | 8   | 12 |
|  | 9. | Napoli Afragola | 16 | 2  | 0 | 14 | 208 | 531 | −323 | 4  | 0   | 12 |

## Play-off
| Data      | Incontro                | Risultato |
| --------- | ----------------------- | --------- |
| 22-5-2022 | CUS Torino — Valsugana  | 32-17     |
| 29-5-2022 | Valsugana — Capitolina  | 17-20     |
| 5-6-2022  | Capitolina — CUS Torino | 25-29     |

|  |    | Squadra    | G | V | N | P | PF | PS | P±  | B | Pt |
|  | -- | ---------- | - | - | - | - | -- | -- | --- | - | -- |
|  | 1. | CUS Torino | 2 | 2 | 0 | 0 | 61 | 42 | 19  | 1 | 9  |
|  | 2. | Capitolina | 2 | 1 | 0 | 1 | 45 | 46 | −1  | 1 | 5  |
|  | 3. | Valsugana  | 2 | 0 | 0 | 2 | 34 | 52 | −18 | 1 | 1  |

## Verdetti
- CUS Torino: promossa in TOP10 2022-23